# Sarah Polley
Sarah Polley, née le 8 janvier 1979 à Toronto, est une actrice, productrice, réalisatrice et scénariste canadienne.

## Biographie
Sarah Polley apparaît pour la première fois à l'écran en 1985, âgée de six ans, dans la série canadienne Night Heat. La même année, elle décroche son premier rôle sur grand écran dans une production Disney Un drôle de Noël. À huit ans, Sarah Polley est la vedette de la série Ramona, tirée de la série de livres de Beverly Cleary ; malgré sa courte durée (seulement dix épisodes), Ramona reçoit un accueil très chaleureux du public adolescent[réf. nécessaire].
En 1988, elle est choisie par Terry Gilliam pour jouer dans Les Aventures du baron de Münchhausen. Elle y interprète le rôle de Sally Salt, une petite fille têtue. Le tournage ne se passe pas sans difficultés (le budget est largement dépassé, la sécurité des acteurs n'est pas assurée...), ce qui conduit Polley à se jurer de ne plus jamais tourner dans un blockbuster hollywoodien. Elle tourne à la place la série de Disney Channel Les Contes d'Avonlea qui la rend célèbre au Canada et lui permet d'atteindre à onze ans l'indépendance financière[réf. nécessaire]. Mais cette année-là, elle perd sa mère et doit subir un traitement douloureux pour une scoliose. Elle quitte alors la série, d'autant plus que son refus d'ôter un pendentif au symbole de paix lui aliène les producteurs de Disney. Pendant la période qui s'ensuit, elle s'éloigne des caméras au profit de l'activisme politique - avec une telle passion qu'un policier lui brise les dents de devant pendant une manifestation en 1995.
En 1997, Sarah Polley acquiert une reconnaissance internationale grâce au film De beaux lendemains, d'Atom Egoyan. Dans un fauteuil roulant, elle y incarne une survivante d'un accident de car, dont le témoignage sera biaisé par les pressions familiales. Deux ans plus tard, elle est dirigée par David Cronenberg dans eXistenZ, étrennant sa participation à des films indépendants, audacieux voire expérimentaux : Guinevere (1999), Le Poids de l'eau (2000), Memories (2003), Ma vie sans moi (2003), etc.
Elle tourne en 2004 dans ce qui est à ce jour son film le plus « commercial » : L'Armée des morts, remake du Zombie de George A. Romero. En 2005, elle se confronte à l'univers de Wim Wenders dans Don't Come Knocking. En 2007, elle est membre du jury au Festival de Cannes, sous la présidence de Stephen Frears. En 2009, elle participe à l'expérimental Mr Nobody de Jaco Van Dormael, avec Jared Leto ; puis en 2010, Adrien Brody et elle incarnent dans Splice un couple de scientifiques ayant dépassé les barrières éthiques en mélangeant de l'ADN humain à celui d'autres créatures pour créer un être incertain.
Sarah Polley se consacre aussi à la réalisation : après plusieurs courts métrages, elle réalise en 2007 Loin d'elle avec Julie Christie dans le rôle d'une victime de la maladie d'Alzheimer et Gordon Pinsent dans le rôle de son mari. Le film adapte une nouvelle de l'écrivaine canadienne Alice Munro, L’ours traversa la montagne. Il est lancé en première au Festival de Toronto et est aussi présenté à Sundance et à Berlin. La critique accueille très favorablement cette première réalisation. Le film est le grand gagnant de la remise des prix Génie du cinéma canadien, obtenant sept trophées dont ceux du meilleur film et de la meilleure réalisation. Polley devient ainsi la troisième réalisatrice à remporter le Génie de la mise-en-scène, après Micheline Lanctôt en 1985 et Sandy Wilson en 1986. Le film reçoit aussi deux nominations aux Oscars : meilleure actrice (pour Christie) et meilleur scénario adapté (pour Polley).
Son second long-métrage, Take This Waltz sort en 2011. Polley propose ici un autre drame sentimental basé, cette fois, sur un scénario original. Le film met en vedette Michelle Williams et Seth Rogen, ici dans un rôle contre-emploi.
En 2012, elle réalise Stories We Tell, un documentaire intime sur son histoire familiale.
Elle réalise en 2022 son troisième long-métrage, Women Talking, inspiré de faits réels et adapté du roman Ce qu'elles disent de Miriam Toews.

## Filmographie

### En tant qu'actrice

#### Cinéma
- 1985 : Un drôle de Noël (One Magic Christmas) : Molly Monaghan
- 1986 : Confidential
- 1987 : Prettykill : Karla
- 1987 : La Gagne (The Big Town) : Christy Donaldson
- 1987 : Blue Monkey : Ellen
- 1988 : Les Aventures du baron de Münchhausen (The Adventures of Baron Munchausen) de Terry Gilliam : Sally Salt
- 1989 : Le Triomphe de Babar (Babar: The Movie) : Céleste jeune (voix)
- 1994 : Exotica d'Atom Egoyan : Tracey Brown
- 1996 : Joe's So Mean to Josephine : Josephine
- 1996 : Children First!
- 1997 : De beaux lendemains (The Sweet Hereafter) d'Atom Egoyan : Nicole
- 1997 : The Hanging Garden : Rosemary adolescente
- 1997 : The Planet of Junior Brown : Butter
- 1998 : Jerry and Tom : Deb
- 1998 : Last Night : Jennifer Wheeler
- 1999 : Guinevere : Harper Sloane
- 1999 : eXistenZ de David Cronenberg : Merle
- 1999 : Go : Ronna Martin
- 1999 : The Life Before This : Connie
- 2000 : This Might Be Good
- 2000 : Love Come Down : sœur Sarah
- 2000 : Le Poids de l'eau (The Weight of Water) de Kathryn Bigelow : Maren Hontvedt
- 2000 : The Law of Enclosures : Beatrice
- 2000 : Rédemption (The Claim) de Michael Winterbottom : Hope Burn
- 2001 : No Such Thing : Beatrice
- 2003 : Memories (The I Inside) : Clair
- 2003 : The Event : Dana
- 2003 : Ma vie sans moi (My Life Without Me) : Ann
- 2003 : Dermott's Quest : Gwen
- 2003 : Luck : Margaret
- 2004 : L'Armée des morts (Dawn of the Dead) de Zack Snyder : Ana
- 2004 : Sugar (en) de Rotimi Rainwater : la femme enceinte
- 2004 : Siblings : Tabby
- 2005 : Don't Come Knocking de Wim Wenders : Sky
- 2005 : The Secret Life of Words : Hanna
- 2005 : Beowulf, la légende viking : Selma
- 2009 : Mr Nobody : Elise
- 2010 : Splice de Vincenzo Natali : Elsa
- 2010 : Trigger de Bruce McDonald : Hillary
- 2012 : Les Histoires qu'on raconte (Stories We Tell) de Sarah Polley : elle-même

#### Télévision
- 1987 : Screen Two (en)
- 1987 : La nuit tombe sur Manhattan (Hands of a Stranger)
- 1988 : Ramona : Ramona Quimby
- 1989 : Les Contes d'Avonlea (Road to Avonlea) : Sara Stanley
- 1990 : Lantern Hill : Jody Turner
- 1991 : Johann's Gift to Christmas : Angel
- 1994 : Take Another Look : Amy
- 1996 : Straight Up (en) : Lily
- 1998 : White Lies : Catherine Chapman
- 2006 : Slings and Arrows : Sophie
- 2008 : John Adams de Tom Hooper
- 2025 : The Studio : elle-même

### En tant que réalisatrice et scénariste

#### Courts métrages
- 1999 : The Best Day of My Life
- 1999 : Don't Think Twice (également productrice)
- 2001 : I Shout Love
- 2002 : All I Want for Christmas

#### Longs métrages
- 2007 : Loin d'elle (Away from Her)
- 2010 : Take This Waltz
- 2012 : Les Histoires qu'on raconte (Stories We Tell)
- 2022 : Women Talking

### Autres travaux pour la télévision
- 2004 : The Shields Stories (1 épisode) (réalisatrice et scénariste)
- 2017 : Captive (mini-série) (scénariste et productrice)
- 2020 : Hey Lady! (série de courts-métrages) (co-réalisation)